# Solberga en Solåkrabyn
Solberga en Solåkrabyn (Zweeds: Solberga och Solåkrabyn) is een småort in de gemeente Södertälje in het landschap Södermanland en de provincie Stockholms län in Zweden. Het småort heeft 141 inwoners (2005) en een oppervlakte van 24 hectare. Eigenlijk bestaat het småort uit twee plaatsen Solberga en Solåkrabyn.